# Seznam zápasů maďarské fotbalové reprezentace na Mistrovství Evropy
Maďarská fotbalová reprezentace byla celkem 5x na mistrovstvích Evropy ve fotbale a to v letech 1964, 1972, 2016, 2021, 2024.
- Aktualizace po ME 2024 – Počet utkání – 14 – Vítězství – 3x – Remízy – 4x – Prohry – 7x

| Číslo | Soupeř        | Výsledek   | ME      | Fáze turnaje       | Góly Maďarska                                 |
| ----- | ------------- | ---------- | ------- | ------------------ | --------------------------------------------- |
| 1.    | Španělsko     | 1 – 2 (PP) | ME 1964 | semifinále         | Ferenc Bene                                   |
| 2.    | Dánsko        | 3 – 1 (PP) | ME 1964 | O 3. místo         | Ferenc Bene, Dezső Novák (1 + 1 penalta)      |
| 3.    | Sovětský svaz | 0 – 1      | ME 1972 | semifinále         | Ne                                            |
| 4.    | Belgie        | 1 – 2      | ME 1972 | O 3. místo         | Lajos Kű                                      |
| 5.    | Rakousko      | 2 – 0      | ME 2016 | základní skupina F | Ádám Szalai, Zoltán Stieber                   |
| 6.    | Island        | 1 – 1      | ME 2016 | základní skupina F | Birkir Már Sævarsson (vlastní branka Islandu) |
| 7.    | Portugalsko   | 3 – 3      | ME 2016 | základní skupina F | Zoltán Gera, 2x Balázs Dzsudzsák              |
| 8.    | Belgie        | 0 – 4      | ME 2016 | osmifinále         | Ne                                            |
| 9.    | Portugalsko   | 0 – 3      | ME 2021 | základní skupina F | Ne                                            |
| 10.   | Francie       | 1 – 1      | ME 2021 | základní skupina F | Attila Fiola                                  |
| 11.   | Německo       | 2 – 2      | ME 2021 | základní skupina F | Ádám Szalai, András Schäfer                   |
| 12.   | Švýcarsko     | 1 – 3      | ME 2024 | základní skupina A | Barnabás Varga                                |
| 13.   | Německo       | 0 – 2      | ME 2024 | základní skupina A | Ne                                            |
| 14.   | Skotsko       | 1 – 0      | ME 2024 | základní skupina A | Kevin Csoboth                                 |